# Бе-Верт (Ньюфаундленд и Лабрадор)
Бе-Верт (англ. Baie Verte) — городок на северном берегу острова Ньюфаундленд в канадской провинции Ньюфаундленд и Лаборадор. Это одно из поселений, которые формируют Изумрудную экономическую зону Ньюфаундленда.
На 2016 год, население городка составляло 1313 человек.

## География
Бе-Верт расположен на одноимённом полуострове на острове Ньюфаундленд в составе провинции Ньюфаундленд и Лабрадор.
Вокруг городка рассредоточены залежи асбеста, меди, свинца, цинка и золота. Они были найдены в 1950-х годах; до этого городок был небольшой деревушкой.
Здесь начинается крупный разлом Бе-Верт, который идёт через штат Вермонт и доходит до пролива Лонг-Айленд.

### Климат
По Классификации климатов Кёппена, климат в Бе-Верте классифицируется как Dfb (влажный континентальный климат с тёплым летом).
| Показатель                    | Янв.  | Фев.  | Март | Апр. | Май  | Июнь | Июль | Авг. | Сен. | Окт. | Нояб. | Дек. |
| ----------------------------- | ----- | ----- | ---- | ---- | ---- | ---- | ---- | ---- | ---- | ---- | ----- | ---- |
| Средний суточный максимум, °C | −3,2  | −3,4  | 0,2  | 5    | 11,2 | 17,2 | 21,8 | 20,3 | 15,6 | 9,4  | 4,4   | −0,7 |
| Средняя температура, °C       | −8,2  | −8,6  | −4,6 | 0,8  | 6    | 11,3 | 16,2 | 15,1 | 10,8 | 5,3  | 0,9   | −5   |
| Средний суточный минимум, °C  | −13,1 | −13,7 | −9,4 | −3,3 | 0,9  | 5,5  | 10,6 | 10   | 6    | 1,3  | −2,6  | −9,3 |
| Норма осадков, мм             | 90    | 71    | 76   | 61   | 66   | 87   | 79   | 98   | 86   | 99   | 95    | 90   |
| Источник: Climate-Data.org    |       |       |      |      |      |      |      |      |      |      |       |      |

## История
История Бе-Верта уходит к концу XIX века, но до 1950-х годов городок оставался небольшой деревушкой.
В середине 1950-х годов возле будущего города были найдены залежи асбеста и других полезных ископаемых, благодаря чему деревушка пережила крупное развитие. В 1968 году деревня стала городком.
Залежи асбеста были найдены в 1955 году; в 1963 году, Advocate Mines, отделение огромной шахтёрской компании Johns-Manville Company, начали добывать в карьере асбест. В 1970-х годах город охватила забастовка шахтёров, протестовавших против рабочих условий. Забастовка длилась 15 недель. Шахта Advocate Mines закрылась в 1981 году, снова открылась в 1982 году под руководством Transpacific Asbestos Ltd., но затем снова закрылась, уже навсегда, в 1990 году.
С 2010 года, компания Anaconda Mining добывала золото в карьере Пайн-Коув. На 2018 год, на карьере было добыто 118 028 унций, или больше 3 тонн золота.